# Xanthoparmelia norchlorochroa
Xanthoparmelia norchlorochroa är en lavart som beskrevs av Hale. Xanthoparmelia norchlorochroa ingår i släktet Xanthoparmelia och familjen Parmeliaceae.   Inga underarter finns listade i Catalogue of Life.